# Elisabeth Höngen
Elisabeth Höngen (Gevelsberg, (Rin del Nord-Westfàlia), 7 de desembre de 1906 - Viena, 7 d'agost de 1997), va ser una mezzo-soprano i cantant-actriu alemanya. Va estar particularment associada amb els papers de Richard Wagner i Richard Strauss, i amb la dama Macbeth de G.Verdi. A partir de 1947, va ser una de les artistes més destacades de l' Òpera Estatal de Viena durant gairebé 30 anys.
Va actuar públicament com a violinista als 15 anys. Va estudiar alemany i música a la Universitat de Berlín i a la Escola Estatal de Música de Berlín. El seu professor de veu va ser Hermann Weissenborn a Berlín, el mateix mestre que va formar la veu de Marga Höffgen 15 anys més tard. El 1933, Höngen va debutar al Stadttheater Wuppertal. De 1935 a 1940 va cantar a l'Òpera de Düsseldorf, incloent dues actuacions convidades als Països Baixos el 1934 i el 1938. El 1937 va participar en l'estrena de l'òpera Magnus Fahlander de Fritz von Borries. De 1940 a 1943 va ser membre de l'òpera de Dresden. El 1943, va ser convidada a l' Òpera Estatal de Viena on va estar fins a la seva jubilació.
El 1947 i el 1959-60 Höngen va actuar a La Scala de Milà, al Covent Garden de Londres, al Teatro Colón de Buenos Aires, a la Gran Opéra de París, a Amsterdam, a Zürich, a Berlín i a Múnic. Des de 1951-52 va treballar al Metropolitan Opera de Nova York. Va cantar al Festival 'Edimburg, va interpreta la Fricka i la Waltrauta de Richard Wagner de Der Ring des Nibelungen, (L'anell del nibelung) al Festival de Bayreuth el 1951, així com el Maggio Musicale Fiorentino a Florència.
El 1957, va acceptar un càrrec com a professora de cant, a la Wiener Musikakademie i al mateix temps va continuar la seva carrera escènica. El 1965 va actuar a Viena i al Salzburger Festspiele. Va abandonar l'Òpera Estatal de Viena el 1971.